# 2-Amino-3,7-didezoksi-D-treo-hept-6-ulosonat sintaza
2-Amino-3,7-didezoksi-D-treo-hept-6-ulosonat sintaza (EC 2.2.1.10, ADH sintaza, ADHS, MJ0400 (gen)) je enzim sa sistematskim imenom L-aspartat 4-semialdehid:1-dezoksi-D-treo-hekso-2,5-diuloza 6-fosfat metilglioksaltransferaza. Ovaj enzim katalizuje sledeću hemijsku reakciju
-aspartat 4-semialdehid + 1-dezoksi--treo-hekso-2,5-diuloza 6-fosfat {\displaystyle \rightleftharpoons } 2-amino-3,7-didezoksi--treo-hept-6-ulosonat + 2,3-dioksopropil fosfat
Ovaj enzim ima ključnu ulogu u alternativnoj biosintezi 3-dehidrohinata (DHQ), koji učestvuje u kanoničkoj biosintezi aromatičnnih aminokiselina.

## Literatura
- Nicholas C. Price; Lewis Stevens (1999). Fundamentals of Enzymology: The Cell and Molecular Biology of Catalytic Proteins (Third изд.). USA: Oxford University Press. ISBN 019850229X.
- Eric J. Toone (2006). Advances in Enzymology and Related Areas of Molecular Biology, Protein Evolution (Volume 75 изд.). Wiley-Interscience. ISBN 0471205036.
- Branden C; Tooze J. Introduction to Protein Structure. New York, NY: Garland Publishing. ISBN 0-8153-2305-0.
- Irwin H. Segel. Enzyme Kinetics: Behavior and Analysis of Rapid Equilibrium and Steady-State Enzyme Systems (Book 44 изд.). Wiley Classics Library. ISBN 0471303097.

## Spoljašnje veze
- 2-amino-3,7-dideoxy-D-threo-hept-6-ulosonate+synthase на 